# Becky
Becky és una pel·lícula de thriller d'acció estatunidenca del 2020 dirigida per Jonathan Milott i Cary Murnion, a partir d'un guió de Nick Morris, Lane Skye i Ruckus Skye. La pel·lícula és protagonitzada per Lulu Wilson, Kevin James i Joel McHale. McHale i Wilson retraten en Jeff i la Becky, un pare i una filla la casa de vacances dels quals està sent assetjada per una banda de neonazis liderada pel personatge de James, en Dominick. S'ha doblat i subtitulat al català.
Becky tenia previst estrenar-se mundialment al Festival de Cinema de Tribeca l'abril de 2020, però l'esdeveniment es va ajornar a causa de la pandèmia de la COVID-19. Es va estrenar en plataformes digitals, a la carta i en una selecció limitada de cinemes el 5 de juny de 2020. La pel·lícula va rebre crítiques en diversos sentits, tot i que la majoria van elogiar la interpretació de Wilson. El 2023 es va estrenar la seqüela, The Wrath of Becky.